# HK MP5K
Le MP5K (abréviation de Maschinenpistole 5 Kurz, « pistolet mitrailleur 5 court ») est une version compacte du pistolet mitrailleur allemand MP5, fabriqué par la firme Heckler & Koch.

## Description
Le MP5K est directement dérivé du MP5. Il ne possède pas de crosse, son canon est court et il est pourvu d'une seconde poignée verticale pour en faciliter le contrôle. C'est une arme légère, compacte qui offre une puissance de feu importante, ce qui a pour conséquence de la rendre difficile à contrôler. Ainsi, sa portée pratique ne dépasse guère 25 mètres sans une maîtrise adéquate.
Développé en 1976 à la demande d'unités anti-terroristes et de protection rapprochée de personnalités importantes, le principal atout du MP5K est sa petite taille qui permet de le camoufler sous un manteau ou de la ranger dans la boîte à gants d'une voiture ou encore d'être mis en œuvre depuis une mallette spéciale qui permet de tirer sans avoir besoin de le sortir.
Bien qu'il accepte tous les chargeurs du MP5, il est généralement employé avec un chargeur de 15 coups afin de conserver un encombrement minimal. Le premier prototype possédait une poignée avant avec un creux en son centre, mais finalement cette version n'est plus produite et l'on conserve la poignée normale.
L'arme accepte volontiers un silencieux et sa munition 9 mm Parabellum possède un pouvoir d'arrêt important. En revanche, l'arme n'est pas adaptée pour défaire des cibles équipées de gilets pare-balles. En principe, cette arme de défense personnelle (PDW) est destinée à la garde rapprochée sous couverture, la protection individuelle et les interventions en milieu-clos (notamment actions anti-terroristes).

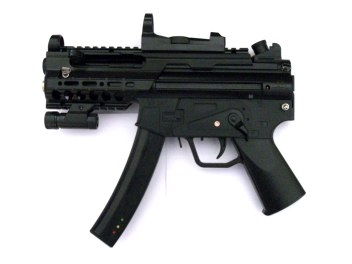
Un MP5K pourvu d'un chargeur de 30 coups et d'un désignateur laser monté sur un rail Picatinny.

La variante MP5K-A1 ne comporte aucune pièce en relief, ce qui permet de la dissimuler sous des vêtements. La variante MP5K-PDW ajoute une crosse pliante et un cache flamme et peut recevoir un silencieux. Au cours des années 1980, une version semi-automatique uniquement dépourvue de poignée frontale a été commercialisée sur le marché civil américain notamment, sous le nom de SP-89.

## Dans la culture populaire
Le MP5K est présent dans de nombreux jeux vidéo.
- 007 : Quitte ou double
- Battlefield 3
- série Call of Duty :
  - Call of Duty: Black Ops
  - Call of Duty: Modern Warfare 2
- Escape from Tarkov
- série Tom Clancy's Rainbow Six :
  - Tom Clancy's Rainbow Six
  - Tom Clancy's Rainbow Six: Rogue Spear
  - Tom Clancy's Rainbow Six: Siege
  - Tom Clancy's Rainbow Six 3: Raven Shield
  - Rogue Spear: Urban Operations
- PlayerUnknown's Battlegrounds
- Urban Terror